# Sopčić Vrh
Sopčić Vrh is een plaats in de gemeente Ribnik in de Kroatische provincie Karlovac. De plaats telt 30 inwoners (2001).